# 若宮会講塾
若宮会講塾（わかみやかいこうじゅく、Japan's Congress, WAKAMIYA）は、政治関係の学習・活動を中心とした市民サークル。主に愛知県名古屋市で活動している。

## 概要

### 組織

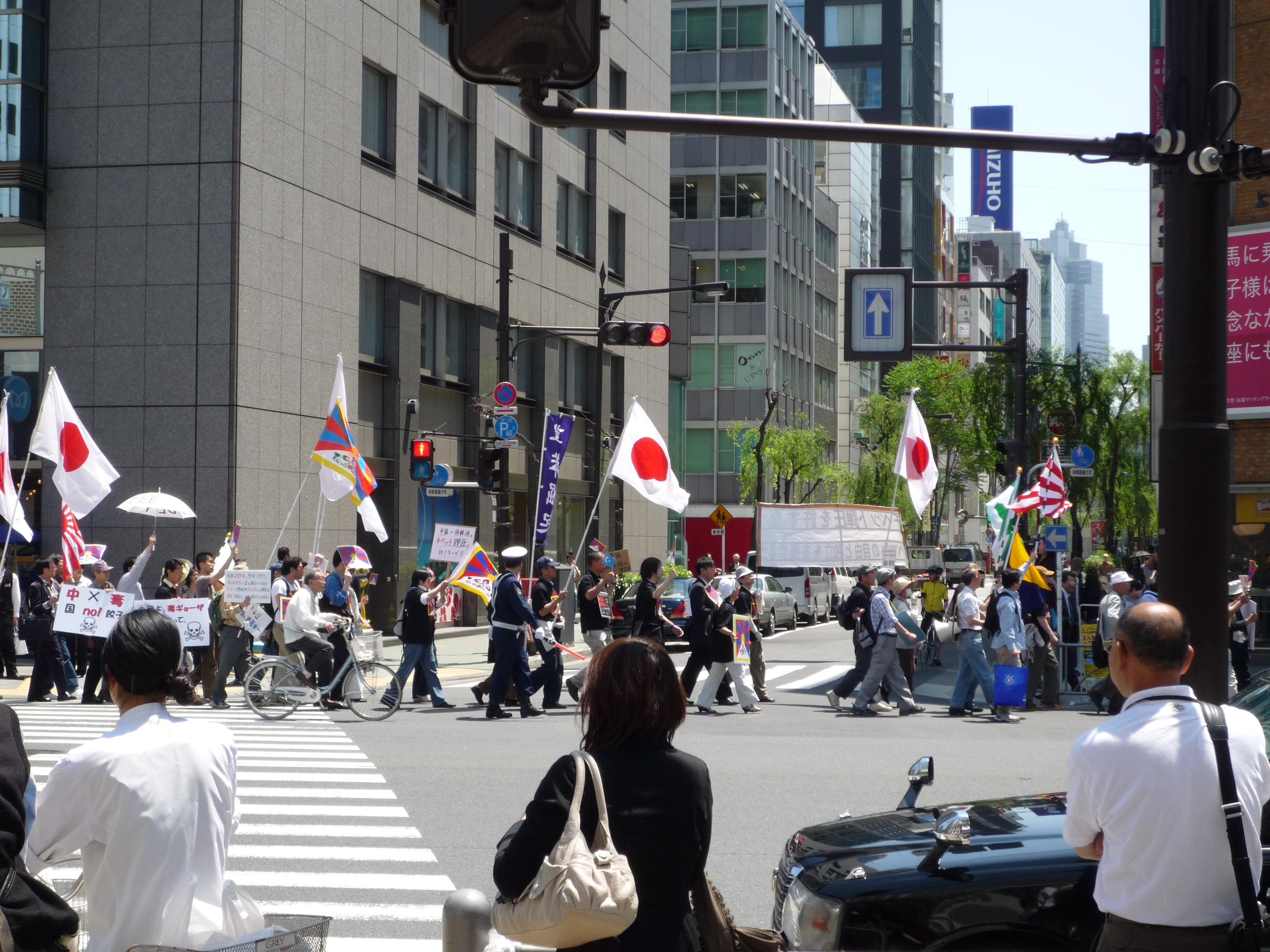
中国共産党のチベット政策への抗議運動（2008年）

2008年4月に、同年3月に発生したチベット蜂起をうけた一般市民がインターネットを通じて名古屋で自発的なデモを企画し、これをきっかけとして企画スタッフの中から「一過性のブームで終わらせるのではなく、真の中国の民主化とアジアの平和を考えよう」との考えを持ち続けた数人が学習グループを結成したのが始まり。同年4月下旬から「若宮会講塾」を名乗り、主に愛知県を中心としてチベット問題、北朝鮮による日本人拉致問題などの多くの政治学習・政治活動を行っている。
名古屋市を中心として活動しているが、事務局は岡崎市。任意団体であり、法人格は取得していない。機関紙「若宮会講通信」には「右も左も翼はいらない」の言葉が掲載されている。北朝鮮による拉致被害者家族連絡会の蓮池透退会決議がなされた背景には、若宮会講塾が主催した講演会「拉致問題と国防」が遠因となっている。
米経済紙『フォーブス』の元アジア太平洋支局長であるジャーナリスト、古歩道ベンジャミンは、名指しでの明言は避けながらこの団体について言及し、「日本で一番秘密とされている結社」「少なくとも3000年前から存在する」として、自身が招待を受けた際に「不思議で良識的な儀式」が行われていると主張している。

### 会章
シンボルマークとして「八咫烏がささえる麻模様入りの太陽」。

### 会名称
機関紙『若宮会講通信』紙面などで「若宮会講塾」と称している一方、他団体との会合や団体集会やインターネット上では「若宮」「若宮会」の略称で表記・呼称される。批判的な人間やインターネット上においては「馬鹿宮」（『馬鹿』の発音『バカ』と、『若』の発音『ワカ』を掛けたもの）として揶揄されることもある。

### 財政
若宮会講塾の活動の資金源は（1）会員持ち出し（2）個人寄付からなっており、特定の団体がスポンサーとして存在しているわけではない。活動する会員や賛同者が金銭を持ち寄る、文字通り「市民サークル」と言えるシステムによって成り立っている。その資金の大半は、機関紙『若宮会講通信』発行資金および講演会開催のための会場利用料として運用している。

## 活動内容
- 国会議員の政治理念の研究
- 国の正史の学習
- 国家の在り方の追求
- 様々な考えの吸収
- 文章の作成
- 意見発表・スピーチ・討論会
- チベット問題の詳細な研究や勉強会
- 各人の海外に於ける体験報告や視察報告
- 拉致問題の一連の流れの学習
- 救う会等と連携しての拉致問題に関する広報活動
- 一般イベントを通しての草の根運動
- 広報映像の制作や、ドキュメンタリー鑑賞
- 展示会や講演会の開催
- 各政治団体の協力要請に応えての支援

## 活動来歴

### 「フリーチベット運動」団体として
- 2008年5月31日、四川大震災救済募金の活動が中日新聞に取り上げられる。
- 2008年6月25日、人権聖火リレーに参加。中日新聞・毎日新聞に取り上げられる。
- 2008年7月2日 、東京の学士会館におけるセーブ・チベット・ネットワーク主催、ダライ･ラマ法王日本代表部事務所後援の「チベットを救え！アジア・パシフック・フォーラム［-Compassion for the Planet- SAVE TIBET: ASIA-PACIFIC FORUM］」に会員が多数出席し、若宮会講塾代表は当フォーラムにて演説を行う。同時通訳に予め渡されていた原稿を無視する形でチベット問題解決に関する熱弁を奮い、その印象から会代表は各国の議員やチベット亡命政府（中央チベット行政府［Central Tibetan Administration:CTA］） 外務大臣（チベット亡命政府においては、対外的な宣伝を目的とする情報・国際関係省が外務省に相当する）であるケサン・ヤンキ・タクラをはじめとする関係識者らと共に、洞爺湖サミットでチベット問題を討議するよう求めるために翌日行われた『セーブ・チベット・アジア・パシフィック・フォーラム決議』起草会合に参加する。

### チベット問題以外の政治問題へのシフト
2008年7月19日、若宮会講塾は講演会「チベットの現状と五輪の行方」を開催する。チベット出身の政治学者で桐蔭横浜大学法学部教授であるペマ・ギャルポや、在日ウイグル人で世界ウイグル会議の日本全権代表として日本ウイグル協会代表を務めるイリハム・マハムティらをゲストに招聘し、漢民族、モンゴル人、ウイグル人、チベット人、ビルマ人関係者ら出席者7人の連名で、アジアのリーダーとしての日本の行動を訴える共同声明文を発表する。この声明の中で、
| 共同声明文 今年2008年に起きたチベット問題をきっかけに、私たちの民族や文化の存続のため、各地で日本人の皆様がデモをはじめとする行動を行うようになり、私どもは大変勇気を頂いております。 このような流れの中で日本人が持つ平和への思いと行動が、確実にアジアの平和へと繋がる大きな原動力となっていることを、私どもは確信します。ここで改めて、日本の皆様の平和への行動に対し、感謝とお礼の言葉を述べさせていただきます。 私どもはこのたびの皆様の行動に、現在のアジアにおける諸問題への日本人の関心の高さを実感し、日本こそがアジアの平和の鍵を握る大きな位置を占め、そのための役割を果たすべき国だという確信を、改めて深めました。 今ここで私どもは、「真の平和をもたらすアジアのリーダー」として、誇りと自覚を日本人一人一人が認識され、日本があらゆる不正の解決を実現することを熱望するとともに、さらなる支援と、現在人民とその自由を抑圧している中国共産党に対する行動をお願いいたします。 ビルマ民主化支援会 ココラット グローバル人権聖火リレー実行委員会 沈恩明 桐蔭横浜大学・大学院教授、政治学博士 ペマ・ギャルポ 在日中国民主化活動家 王進忠 世界ウイグル会議 日本代表 イリハム・マハムティ 在日チベット人 ツェリン・ドルジェ 内モンゴル人民党 スチント |

として「アジアのリーダー」としての明確な日本の行動を訴え、中日新聞・朝日新聞に報じられる。当講演会での共同声明発表後に、若宮会講塾の基本理念・活動方針において「発表された共同声明にのっとり、日本が真の平和をもたらすアジアのリーダーであるとしてアジアとの絆を深め、現在各国において抑圧された人々とともに現状を打破し、新しい平和なアジアの実現を目指す」と言う趣旨の文章が盛り込まれ、活動内容が日本国内の政治問題や北朝鮮による日本人拉致問題などへも傾斜していく。

### 活動の拡大・性格の政治団体化
- 2008年8月4日～5日、「2008年中国・アジア民主化支援世界大会（the GSDCA：2008 International Conference on Global Support for Democratization in China and Asia［全球支持中國及亞洲民主化國際會議］）」が開催される。有識者らが講演・登壇して中国をはじめとするアジアの民主主義を論考するこの世界大会は2008年度は東京で開催され、この会合に若宮会講塾から代表らが出席。
- 2008年8月11日、名古屋市内においてチベット問題の解決を訴えるデモ活動を行う。このデモには、TSNJ代表（当時）であり、ロシア科学アカデミー・全ロシア日本研究会客員研究員、全ロシア日本古武道連盟顧問、浄土宗清林寺仏教文化科学研究所所長などを歴任する日本チベット友好協会の田中健之も参加していた。 内田良平の遺族である田中健之に対してアジア主義団体「黒龍会」の再興を勧め、共に黒龍会再興委員として名を連ねている右翼活動家の池尻泰顔も、このデモに参加していたことが確認されている。このデモは中日新聞に取り上げられ、先の8月8日の北京オリンピック開幕後も、チベット問題解決を訴える意思表示が日本に存在することをアピールする。
- 2008年8月後半より、メンバーがタイ王国北部、ラオス人民民主共和国北部山岳地帯の視察に出発。2008年10月12日に三ヶ根山における例大祭の行事にて報告を行っていることが確認されている。
- 2008年12月、前航空幕僚長・田母神俊雄からの「若者へのメッセージ」を撮影し、インターネット上に公開[2][3][4]。

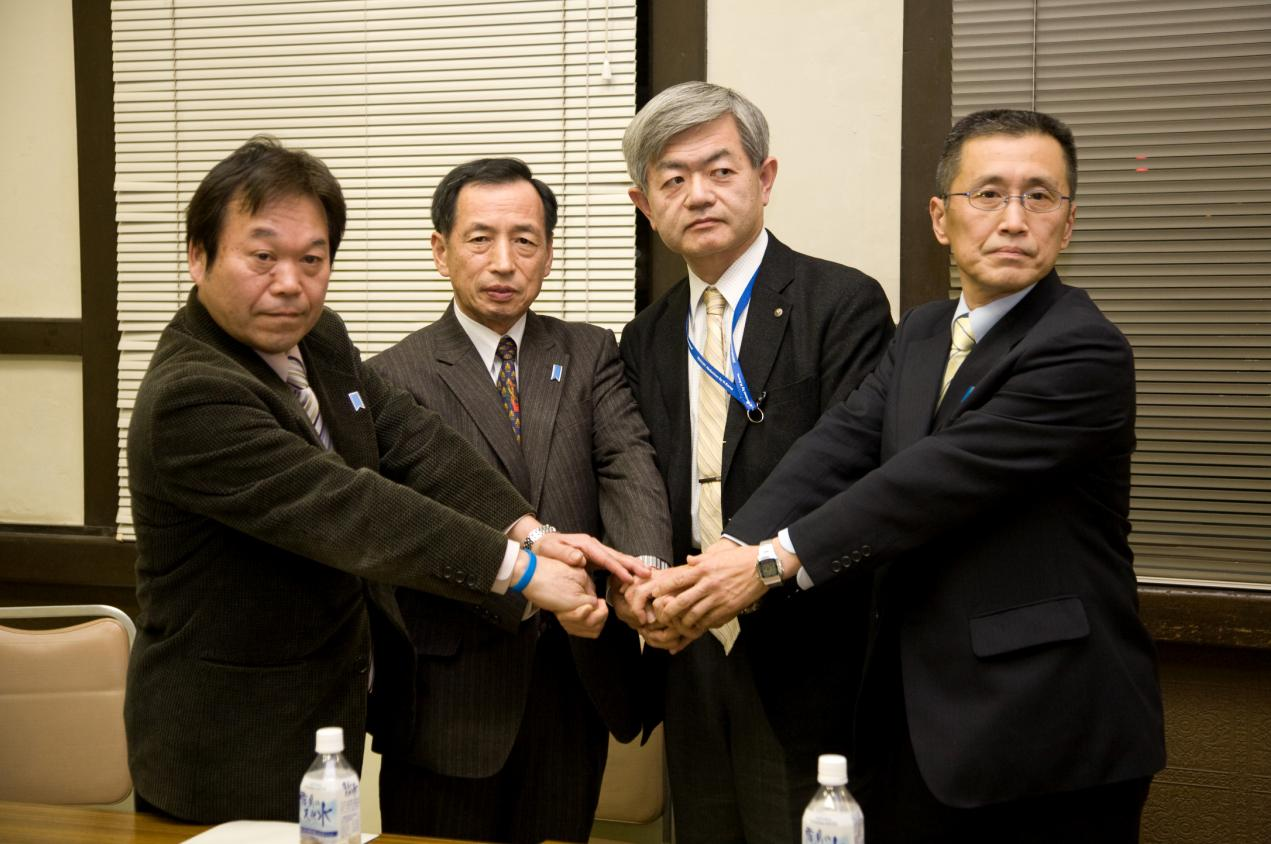
講演会「拉致問題と国防」記者会見における、田母神俊雄・増元照明・荒木和博ら拉致問題関係者との握手写真(2009年2月28日)

- 講演会「拉致問題と国防」記者会見における、田母神俊雄・増元照明・荒木和博ら拉致問題関係者との握手写真(2009年2月28日)2009年2月28日、「拉致問題と国防」をテーマに、元航空幕僚長田母神俊雄、北朝鮮による拉致被害者家族連絡会（家族会）事務局長増元照明、特定失踪者問題調査会代表荒木和博をゲストに招聘し講演会を開く。先立って中日新聞に取り上げられ、増元照明、衆議院議員（当時）西村眞悟よりメッセージが届く。田母神はこの講演会にて「自衛隊を動かしてでも、ぶん殴るぞという姿勢を（北朝鮮に）見せなければ拉致問題は解決しない」と述べ、共同通信、産経新聞はじめ各メディアでそれが大きく取り上げられる[5]。記者会見で「『ぶん殴る』とは具体的には何か」と質問されると「自衛隊を使って攻撃してでもやるぞという姿勢を出さないと、北朝鮮は動かない」と答え、軍事オプションを圧力の一環として威嚇することの重要性を訴えた[6][7][8]。これら一連の発言は、拉致被害者家族および関係者らとの握手写真と共に、共同通信経由でインターネット上の各ニュース媒体に即日配信され、産経新聞の紙面にも掲載され物議を醸す。事実北朝鮮による拉致被害者家族連絡会（家族会）元副代表蓮池透は、著書『拉致―左右の垣根を超えた闘いへ』（かもがわ出版）において、田母神を批判している。田母神はこの講演会壇上で、翌日に講演のため渡るアメリカでも北朝鮮による日本人拉致問題について話すと明言した。この講演会には、日本の国会議員として初めて北朝鮮による日本人拉致問題について取り上げた元民社党委員長塚本三郎も出席しており、早朝の渡米のために途中退席する田母神に対し、激励のスピーチを行っている（1980年に公明党の和泉照雄参議院議員が参議院決算委員会において質問で拉致問題に連なるアベック失踪事件を取り上げたことがあるが、質疑応答において北朝鮮（もしくは朝鮮民主主義人民共和国）という国名は出なかった。なお講演会のゲストであった荒木和博も民社党書記局出身であり、講演会開催に際してメッセージを寄せた西村眞悟も実父に西村栄一民社党第二代委員長を持つ旧民社党出身の政治家である[9]）。
- 2009年3月13日、上記の田母神の発言などに対して3月10日に朝鮮中央通信が非難したことを、在日本朝鮮人総聯合会（朝鮮総聯）の中央機関紙である朝鮮新報が報じる。同通信は、田母神を「日本軍国主義勢力の代弁人を自称し、内外の糾弾にさらされている極悪な右翼反動分子」だと指弾し、講演会での一連の発言を「反朝鮮対決と戦争の狂信者だけが吐くことのできる許しがたい暴言」「朝鮮半島をはじめアジアと世界を征服しようとする日本の反動層の再侵略野望が頂点に至っていることを示すもの」「朝鮮の自主権に対する挑戦、アジアの平和と安全に対する脅威」だと指摘していた[10]。
- 2009年10月下旬、中華人民共和国の上海にメンバーが視察に出発。経済状況とそれにともなう社会矛盾を中心に、「富国賢民」の理論工作のためと思われる視察を行い、勉強会や関連出版物（後述）で報告を行う。
- 2009年12月12日、「日本の明日と、子供たちの為に」と題し、元文部科学大臣（第5代・第6代）、元国土交通大臣（第10代）である中山成彬を招いて講演会を行う。中山は、民主党政権と日教組問題について「民主党の議員を党中央に造反させること」「韓国の李明博政権に倣い、公務員である教師の労働組合への加入状況が公開されるようにする」などの具体的な行動を通じて、国政と教育を正常化するべきと主張した。また、講演会開催地であり民主党の票田である愛知県の世論についても分析を行い、「本来この地域は自民党より右と言われた民社党が強かった地域である」「民主党政権の構造や真実が広く知られれば世論は必ず違った反応を示す」旨の持論を展開した。

## 勉強会
一般にも門戸を開き、名古屋の公共施設にて左右の枠にとらわれる事なく議論や勉強会を行っている。通常の参加人数は不明だが、教育・研修株式会社「インテック・ジャパン」のレポート『Electronic Journal』は、専門家は会について70人前後の規模を推定しており、その中でも12人が中心となっていると指摘をしている。

## 関連出版物
- 『若宮会講通信』
  - 若宮会講塾の活動や議論と意見を発信するため、毎月発行されている機関紙。主に会員の論文やエッセイを掲載。政治問題について検証するものなどもあり多くは若宮会講塾幹部によるものであるが、他団体や外部の人間による寄稿もある。政策批判・運動論から、ファッション、音楽・芸能、紀行文など、大半を占める特定のジャンルというものは存在しない。機関紙タイトルの英語名が “WAKAMIYA KAIKOU communication” となっていることから、特別に政治的な機関紙という方向性ではないと言える。会の活動レポートや、会員による国外視察報告が入る場合もある。その他マスメディア関連の批評や、書評などもあり、実社会にて重要な政治動向や緊急事態が発生したときなどには臨時増刊号を発行して、重要文献や資料を掲載する。コピー冊子であり雑誌としてのクオリティは低いが文章内容は密度が濃く、娯楽誌としても楽しめるものとなっているものの、現在はフリーペーパーとして各地の右翼団体・左翼団体や、その他の市民団体や若宮会講塾賛同者、若宮会講塾主催の講演会参加者などに無料で配布されているにとどまっている。なお、購読者が増えるほど赤字が出るというシステムであるため、個人寄付を行う賛同者や会員から優先的に配布されている。刊行形態は定期刊行物（「月刊」）であり、原則として1ヶ月に1回、別冊含め不定期に年9 - 13回刊行がなされている。